# Glitter (Fernsehserie)
Infamia (Originaltitel: Brokat) ist eine polnische Dramaserie, die am 14. Dezember 2022 auf Netflix veröffentlicht wurde.

## Inhalt
Das Leben im kommunistischen Polen erfährt eine tiefgreifende Wandlung, als sich die Grenzen zum Westen öffnen. Inmitten dieses gesellschaftlichen Umbruchs beschließen drei Frauen, Helena, Pola und Marysia, in den 1970er-Jahren, sexuelle Dienstleistungen anzubieten, mit dem Ziel, ihr Leben nach eigenen Vorstellungen zu gestalten.

## Produktion
Die Idee zur Serie entstand, nachdem Showrunnerin Aleksandra Chmielewska einen Artikel über Sexarbeit im kommunistischen Polen gelesen hatte.
Die Dreharbeiten fanden in Orłowo, Hala Olivia und Biskupia Górka statt.
Die Serie wurde am 14. Dezember 2022 auf der Streaming-Plattform Netflix veröffentlicht.

## Besetzung und Synchronisation
Die deutschsprachige Synchronisation entstand nach den Dialogbuch von Antigoni Loukovitou sowie unter der Dialogregie von Iris Artajo durch die Synchronfirma Iyuno-SDI Group Germany GmbH.
| Rolle              | Schauspieler            | Synchronsprecher     |
| ------------------ | ----------------------- | -------------------- |
| Helena Michałowska | Magdalena Poplawska     | Aline Staskowiak     |
| Pola               | Wiktoria Filus          | Magdalena Höfner     |
| Marysia            | Matylda Giegżno         | Özge Kayalar         |
| Bogdan             | Bartlomiej Kotschedoff  | Timo Weisschnur      |
| Wladek             | Szymon Piotr Warszawski | Peter Lontzek        |
| Adam               | Łukasz Simlat           | Christoph Banken     |
| Staszek            | Stanislaw Linowski      | Nicolás Artajo       |
| Jurek              | Jedrzej Hycnar          | Ricardo Richter      |
| Roman              | Manuel Dębicki          | Manuel Scheuernstuhl |

## Episodenliste
Die komplette Staffel wurde am 14. Dezember 2022 auf Netflix sowohl im Original als auch auf Deutsch erstveröffentlicht.
| Nr. (ges.) | Nr. (St.) | Deutscher Titel                 | Originaltitel             | Regie                        | Drehbuch                                                       |
| ---------- | --------- | ------------------------------- | ------------------------- | ---------------------------- | -------------------------------------------------------------- |
| 1          | 1         | Die Nacht der Liebe             | Noc miłości               | Anna Kazejak, Claudia Zie    | Alicja Arominska-Woyde, Aleksandra Chmielewska, Maciej Kubicki |
| 2          | 2         | Willkommen im Club              | Welcome to the Club       | Anna Kazejak, Claudia Zie    | Alicja Arominska-Woyde, Aleksandra Chmielewska, Maciej Kubicki |
| 3          | 3         | Ich will, dass du zuschaust     | Chcę, żebyś patrzył       | Marek Lechki, Claudia Zie    | Alicja Arominska-Woyde, Aleksandra Chmielewska, Maciej Kubicki |
| 4          | 4         | Es wird sonnig                  | Będzie słonecznie         | Anna Kazejak, Claudia Zie    | Alicja Arominska-Woyde, Aleksandra Chmielewska, Maciej Kubicki |
| 5          | 5         | Was ist mit Sex?                | A seks?                   | Marek Lechki, Claudia Zie    | Alicja Arominska-Woyde, Aleksandra Chmielewska, Maciej Kubicki |
| 6          | 6         | Was Mädchen wollen              | O czym marzy dziewczyna   | Marek Lechki, Claudia Zie    | Alicja Arominska-Woyde, Aleksandra Chmielewska, Maciej Kubicki |
| 7          | 7         | Striptease in allen Variationen | Noc striptizów wszelakich | Rafal Skalski, Claudia Zie   | Alicja Arominska-Woyde, Aleksandra Chmielewska, Maciej Kubicki |
| 8          | 8         | Nicht alles auf einmal          | Nie wszystko od razu      | Julia Kolberger, Claudia Zie | Alicja Arominska-Woyde, Aleksandra Chmielewska, Maciej Kubicki |
| 9          | 9         | Friedensmeisterschaft           | Puchar Pokoju             | Rafal Skalski, Claudia Zie   | Alicja Arominska-Woyde, Aleksandra Chmielewska, Maciej Kubicki |
| 10         | 10        | Die Party                       | Święto piosenki           | Julia Kolberger, Claudia Zie | Alicja Arominska-Woyde, Aleksandra Chmielewska, Maciej Kubicki |